# Automeris liberia
Espèce
Automeris liberia est une espèce de papillon de la famille des Saturniidae.